# Enrico Hillyer Giglioli
Enrico Hillyer Giglioli  (Londen in Verenigd Koninkrijk, 13 juni 1845 – Florence in Italië, 16 december 1909) was een Italiaanse natuuronderzoeker, (vooral dierkundige) en antropoloog.

## Biografie
Zijn vader was Giuseppe Giglioli (1804-1865), een  arts en natuuronderzoeker, die politiek asiel vond eerst in Edinburgh en later in Londen. Zijn moeder kwam uit Londen en heette Ellen Hillyer. Toen de politieke situatie in Italië verbeterde, keerde het gezin terug naar Modena. In opnieuw een tijd van politieke onrust, trok het gezin verder via Florence, Turijn naar (in 1851) Genua.
In 1871 trouwde hij met Costanza Casella, een nicht van een vrijheidsstrijder die zich had aangesloten bij Giuseppe Garibaldi. Het echtpaar kreeg twee zonen en een dochter. 

## Giglioli als wetenschapper
Giglioli had in zijn jeugd al een grote interesse in de natuurwetenschappen. Terug in Italië bezocht hij het technisch internaat en kwam in contact met de Italiaanse natuuronderzoekers. In 1860 ging hij mee met zijn vader, die antropologie doceerde aan de universiteit in Pavia. In die stad voltooide de jonge Enrico zijn studies. Hij viel daar op en dankzij de steun van docenten waaronder Giuseppe Gabriel Balsamo-Crivelli en Francesco Brioschi lukte het hem een beurs te krijgen voor de Royal School of Mines in Londen. Hij kwam in contact met docenten en geleerden waaronder beroemdheden als Charles Lyell, Richard Owen, Charles Darwin, Alfred Russel Wallace, John Tyndall, Joseph Dalton Hooker en Thomas Henry Huxley. Voor hij terugkeerde naar Italië, redigeerde hij artikelen voor Huxley in het medische tijdschrift The Lancet. In Londen had hij contact met toenmalig bekende dierkundigen Edwin Ray Lankester, William Alexander Forbes, Philip Lutley Sclater, Richard Bowdler Sharpe, Henry Seebohm en Robert Swinhoe. Hij ging naar Pisa, behaalde een graad in de natuurwetenschappen en werd docent aan het Istituto Tecnico in Casale Monferrato.

### Wetenschappelijke expeditie
Tussen november 1865 en maart 1868 was hij deelnemer aan een wetenschappelijke expeditie op het Italiaanse oorlogsschip Magenta dat een zeereis rond de wereld maakte. Hij kreeg halverwege de reis de wetenschappelijke leiding na het overlijden van zijn voorganger, de hoogleraar Filippo de Filippi. Giglioli was toen 21 jaar. Tijdens deze reis verzamelde hij zoölogische specimina en deed hij antropologisch onderzoek onder andere bij de oorspronkelijke bewoners van Tasmanië.

### Conservator en universitair docent
Na de reis, in 1869 werd hij universitair docent aan de Universiteit van Florence waar hij dierkunde doceerde en de resultaten van zijn wetenschappelijke expeditie ordende en beschreef. Zijn specialiteit was mariene ongewervelden, maar als liefhebber was hij ook vogelkundige en fotograaf. Verder was hij actief  op de afdeling van de universiteit die zich met antropologie bezig hield. 

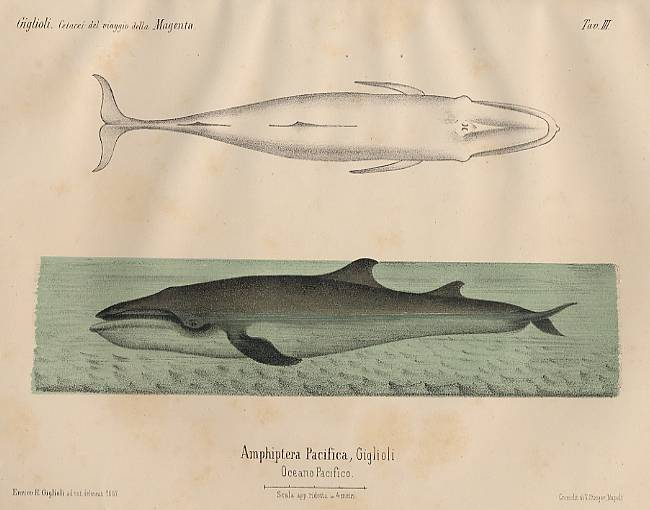
Giglioli's walvis zoals getekend door Giglioli

## Zijn nalatenschap
Giglioli beschreef in 1870 hij een merkwaardig, mogelijk zeer zeldzaam soort walvis die hij Amphiptera pacifica noemde. Van deze walvis bestaan nog twee latere gedocumenteerde waarnemingen. Giglioli documenteerde ook waarnemingen aan walvisachtigen in de Middellandse Zee. Verder beschreef hij een ondersoort van de chimpansee die voorkomt in Midden-Afrika, Pan troglodytes schweinfurthii. Samen met de Italiaanse vogelkundige Tommaso Salvadori beschreef hij zeven nieuwe vogelsoorten, voornamelijk zeevogels zoals de magentastormvogel (Pterodroma magentae, vernoemd naar het expeditieschip). Hij was lid van diverse internationale wetenschappelijke verenigingen zoals de Zoological Society of London en kreeg tijdens zijn leven prestigieuze onderscheidingen waaronder de Orde van de Italiaanse Kroon.
- Biblioteca Nacional de España: XX1284245
- Bibliothèque nationale de France: cb12508061f (data)
- CiNii: DA15081301
- Gemeinsame Normdatei: 116621133
- International Standard Name Identifier: 0000 0000 8151 3713
- Library of Congress Control Number: n79006471
- Nationale Bibliotheek van Tsjechië: mub20241212341
- Nationale bibliotheek van Australië: 35926209
- Nationale Bibliotheek van Israël: 987009584681305171
- Nederlandse Thesaurus van Auteursnamen: 074389491
- Réseau des bibliothèques de Suisse occidentale: 02-A003295676
- Istituto Centrale per il Catalogo Unico: SBLV316264
- SNAC: w6w40kwz
- Système universitaire de documentation: 067067441
- Trove: 1148717
- Virtual International Authority File: 71497795
- WorldCat: E39PBJB8tJvpghhYvJBqjWcByd